# 나그흐마
나그흐마(Naghma)는 1980년대 초반부터 활동을 시작한 아프가니스탄의 유명 가수이다. 그녀와 그의 전 남편 망갈은 1980년대와 1990년대 초반까지 아프가니스탄 음악계를 주름잡았던 듀오 가수였다. 나그흐마는 파슈토어와 다리어 (페르시아어)로 노래한다. 그녀의 음악은 아프가니스탄, 파키스탄 그리고 타지키스탄에서 유명하다. 그녀는 아프가니스탄에서 가장 유명한 여성 연예인 중 한 명이며 파슈툰 전통 음악의 대표 간판 아티스트로 추앙받고 있다.

## 유년 시절
나그흐마는 샤페레이 (파슈토어로 머리 요정이라는 뜻)의 이름으로 1964년 1월 1일 아프가니스탄 칸다하르에서 태어났다. 그녀는 5남 3녀의 집안에서 장녀이고 샤예드 술레이만 샤를 부친, 비비 마샬라를 모친으로 두고 있다. 그의 부친은 나그흐마가 5살 당시 사망하였다. 어린 소녀였을 때부터, 나그흐마는 음악에 관심을 두고 있었다. 그녀는 칸다하르에서 재학중인 학교 내 밴드에서 종종 노래하곤 했다. 16살 당시 그녀는 그의 부계 삼촌과 함께 카불로 이사하였다. 그녀는 카불의 라비아 발키히 레체 학교에서 고등교육을 계속하여 받았으며 그 학교 내 여성 밴드에서 보컬리스트로 공연하였다. 고등학교를 졸업한 이듬해 그녀는 라그만 출신의 유명 파슈토 가수 망갈과 결혼하였으며, 그녀의 음악 커리어를 발전시키기 위해 학교를 떠났다. 나그흐마와 망갈은 바로 유명인사가 되었고, 지금까지도 유명한 레코드들을 제작하였다. 나그흐마는 망갈을 그녀의 음악을 계속하여 격려해왔을 뿐만 아니라 그녀의 음악적 감각을 보완해준 존재로 생각하였다고 한다. 망갈과의 이혼 이후에도, 나그흐마는 망갈을 그녀의 커리어에서 가장 중요한 사람이며 그녀의 음악을 가장 잘 이해해 줄 수 있는 사람이라 생각한다고 한다.
그녀의 초창기 노래들은 칸다하리 음악에 기반을 두고 있으며, 그 중 대부분은 민속적 특징을 갖고 있다. 보수적인 가족 배경에서 자란 탓에, 그녀는 그녀의 사촌들로부터 압박을 많이 받았다. 아프간 여성이 노래하는 것은 금기라는 전통 사상 탓이였다. 나그흐마는 인터뷰 중 종종 그녀의 모친이 그녀의 커리어 선택에 만족하지 못한다고 전하였다. 그러나, 나그흐마는 이에 대해 실망하지 않았다고 한다. 그녀는 망갈과 함께 듀오를 결성하며 든든한 남편을 얻고 그리고 솔로 가수로서 받을 수 있었던 압박을 피할 수 있었다고 한다. 대다수의 아프간 가족과 비슷하게, 러시아의 침공과 이어진 아프가니스탄 내전으로 나그흐마와 그녀의 가족은 나라를 떠나야 하였다. 그녀는 파키스탄에 7년 동안 머물다, 2000년 미국에 정착하였다. 그녀는 현재 카불, 이슬라마바드, 그리고 현재까지 그녀의 아이들이 거주하는 미국 캘리포니아에 거주지를 두고 있다.

## 개인사
내전에 임박하여, 나그흐마와 망갈은 1992년 아프가니스탄을 떠나 인도로 향했다. 이후 그들은 파키스탄 이슬라마바드에 정착하였다. 그곳에서 그들은 전통음악에 향수를 느끼고 있었던 아프간 피난민들의 열성적인 환영을 받았다. 당시 나그흐마와 망갈 커플의 재정적 상황이 굉장히 나아졌다. 2000년, 그들은 파키스탄을 떠나 미국으로 이민하였다.
북부 캘리포니아의 아프간 사회와 관계를 맺으며, 듀오는 여러 차례의 공연을 진행하였다. 2006년, 나그흐마와 망갈 사이의 결혼생활에 금이 갔고, 커플은 이혼하였다. 양측에서 정확하게 밝혀진 이혼 사유는 없으나, 망갈의 알코올 중독으로 인한 학대가 결혼에 파탄을 준 것이라고 전해진다. 나그흐마 망갈 모두 그들간의 이혼에 대해 침묵을 유지하였으며 그와 관련된 어떠한 일도 공개하지 않았다. 그들의 이혼 이후 많은 이들이 둘의 커리어를 위해 재화합을 기대하기도 했으나, 망갈은 개인 행사와 텔레비전 프로그램에서 솔로로 공연하고, 나그흐마는 가수로서의 커리어를 이어가는 등, 각자 다른 행보를 보였다. 나그흐마는 아프간 문화에 자부심을 가지고 있으며 아프가니스탄 애국주의의 메시지가 담긴 다양한 노래를 만들었다.
나그흐마는 이혼 이후 현재의 남편과 재혼하였다. 남편의 사생활을 보호하려고 하나, 최근 그녀는 현재 남편이 아프가니스탄 로가 주 출신이라 밝히기도 하였다.
나그흐마의 딸은 2014년 아프간 가수 사피끄 무리드와 함께 비공개 결혼하였다. 나그흐마의 주 거주지와 그녀의 아딜은 캘리포니아 (미국)에 있으나 그녀는 아프가니스탄 카불과 파키스탄 이슬라마바드에도 거주지를 마련해두었다.

## 최근 커리어
아주 긴 시간 동안 나그흐마는 그녀의 민속 음악으로 이름을 널리 알렸다. 그녀는 파슈토 전통 음악의 간판 스타로 여겨졌다. 그려나, 2006년 나그흐마의 새 앨범 '모하바트'가 발매되며 그녀의 첫 팝 음악 도전이 시작되었다. 노래는 엄청난 성공을 불러왔으며 그 해 나그흐마는 아프가니스탄에 돌아가 도시 곳곳의 스타디움을 돌며 콘서트 투어를 돌았다. 그녀의 카불 콘서트 동안, 관람객들은 나그흐마에 장미 꽃잎을 던져주었다고 한다. 그 시기 동안 아프가니스탄 음악 산업은 빠른 성장세를 기록하였으며 그때부터 나그흐마는 Tolo TV, 1TV 등과 같은 아프가니스탄 텔레비전 네트워크에서 콘서트 활동을 하기도 하였다.

## 논란
나그흐마와 그녀의 전 남편 망갈과의 이혼은 아프간 사회에 큰 충격을 가져다 주었다. 이혼은 아프간 전통사회에서 금기로 여겨지기 때문이다. 그녀의 삶은 계속하여 둘 사의 이혼사유를 추궁하는 사람들에게 공격받았으며 많은 추측들이 망갈의 알코올 중독을 두둔하는 가운데, 나그흐마와 망갈은 침묵을 일관하였으며 그 문제에 대한 의견을 공개적으로 표출하지 않았다.
최근 나그흐마와 한 남성이 함께있는 사진이 페이스북과 같은 소셜 미디어 사이트에서 돌고 있다. 그 사진은 나그흐마의 결혼식 혹은 약혼식으로 추정되는 가운데, 나그흐마는 그녀의 인터뷰에서 자신이 재혼하였다고 밝혔으나, 누구와 함께 재혼했는지는 밝히지 않았다. 그녀의 남편이 엔터테인먼트 사업에서 제외되길 원했기 때문이라고 한다. 사진이 유출된 이후, 나그흐마는 아프가니스탄의 1TV에서 방영 중인 유명한 코미디 쇼, 샤브크핸드에서 사진 속의 남자가 누구이며 왜 이 사진을 인터넷에 업로드하였는지 추궁당하였고, 나그흐마는 그 자리에서 사진 속의 남성이 그녀의 현 남편이며, 이 사진은 올린 것은 그녀 본인이 아니며 누군가가 올렸음을 고백하였다.
2014년 3월 그녀는 탐그하 이 임티야즈 (탁월함에 대한 자부심)이라는 파키스탄 대통령상을 받은 첫 아프간 사람이 되었다. 당시 이는 나그흐마에게 굉장히 자랑스러운 순간이였으며, 그녀가 파키스탄 내 아프간 피난민들을 대변해온 역할이 더욱 빛났나고 전하였다. 나그흐마는 그녀가 추진하고 있는 원조와 음악활동으로 계속하여 아프간 사람들의 아프가니스탄 귀환을 격려하고 있다.
나그흐마는 아프가니스탄, 파키스탄, 그리고 미국에서 도합 32년동안 500곡 이상의 노래를 녹음하였다.

## 같이 보기
- 아프가니스탄의 가수 목록